# Darlene Love
Darlene Wright (sinh ngày 26 tháng 7 năm 1941, nghệ danh: Darlene Love) là nữ ca sĩ nhạc đại chúng, diễn viên người Mỹ. Bà đứng thứ 84 trong danh sách 100 Ca sĩ vĩ đại nhất của tờ Rolling Stone.

## Thời thơ ấu
Love có tên khai sinh là Darlene Wright, bà sinh ra tại thành phố Los Angeles, California. Cha mẹ bà là Ellen Maddox và Reverend Joe Wright.